# 五月大道

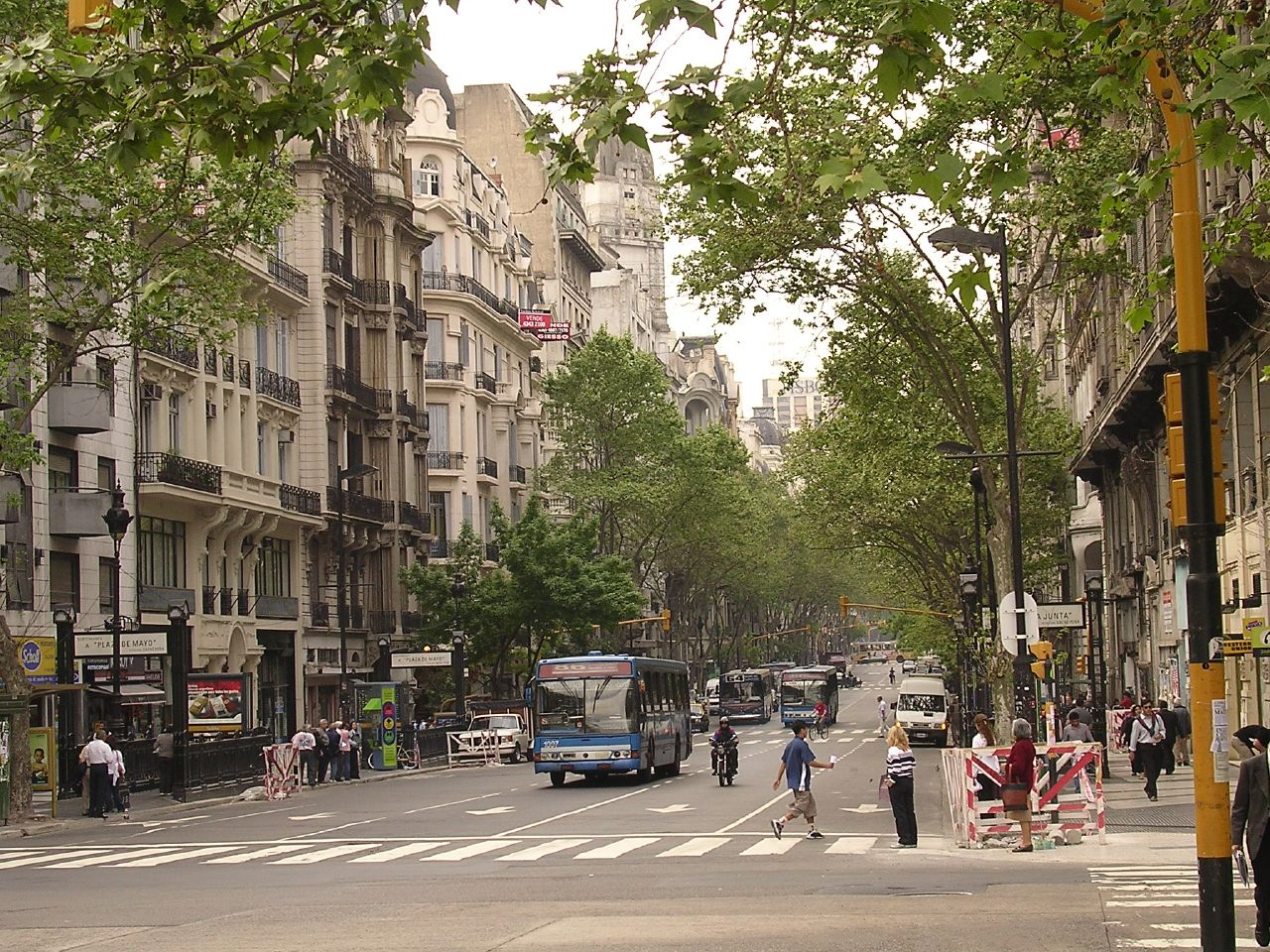
五月大道

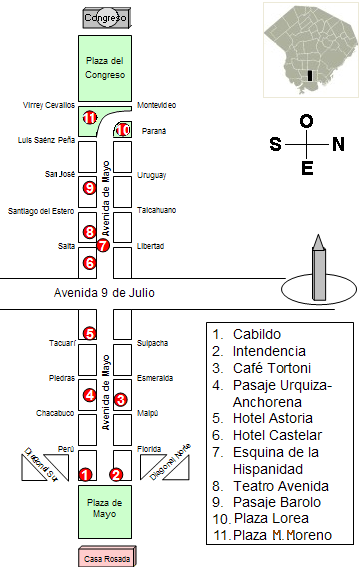
Map of the avenue

五月大道（西班牙語：Avenida de Mayo）是阿根廷首都布宜诺斯艾利斯的一条大道，东西走向，长1.5公里，它连接五月广场与国会广场，向西的延伸线为里瓦达维亚大道。

## 历史和概况
五月大道由市长阿尔韦亚尔开辟，工程始于1885年，完成于1894年。五月大道的灵感来自于马德里的格兰大道，经常与马德里、巴塞罗那和巴黎的大道相提并论，是因为沿街的新艺术运动、新古典主义和折中主义风格的建筑。这条大道得名于1810年五月革命（导致阿根廷独立的事件）。1888年，引发革命的会议地址（布宜诺斯艾利斯卡比尔多）被部分拆除。
五月大道宽30米，最初严格规定，沿街建筑的高度限制为24米。巴罗洛宫是第一个例外。五月大道是布宜诺斯艾利斯第一批地铁站的所在地（1913年），是欧洲和美国以外最早的一批。1937年，五月大道本身经历了唯一的一次显著变化，拆除了两个街区，使得与之垂直的七月九日大道成为当时世界上最宽的街道。1997年，这条大道被列为国家历史遗址，任何改动都必须经古迹及历史遗址委员会批准 （页面存档备份，存于）。
|  |  |  |  |  |